# Seyðisfjörður (Vestfirðir)
Der Seyðisfjörður [ˈsɛɪðɪsfjœrðʏr] ist ein Fjord in den Westfjorden von Island.
Der Fjord ist ein Nebenfjord des Ísafjarðardjúp, etwa 2 km breit und reicht etwa 7,5 km ins Land.
Er liegt östlich des Álftafjörðurs und westlich des Hestfjörðurs.
Vor 1975 führte der Súðvíkurvegur  von Ísafjörður aus nur bis Eyri mit der Kirche am Westufer des Fjordes.
Der Hof ist inzwischen der letzte bewohnte im Fjord.
Erst 1975 wurde das letzte Teilstück des Djúpvegurs  zwischen Eyri, um den Hestfjörður bis nach Hvítanes fertiggestellt.
Hvítanes heißt die Landzunge zwischen dem Hestfjörður und dem Skötufjörður und der dortige Hof.
Im Landnahmebuch hieß der Fjord noch Vigrafjörður.